# USS LST-46
O USS LST-46 foi um navio de guerra norte-americano da classe LST que operou durante a Segunda Guerra Mundial.